# Nuon Csea
Nuon Csea, eredeti nevén Lau Kim Lorn (khmerül: នួន ជា; született: Voat Kor, 1926. július 7. – Phnompen, 2019. augusztus 4.), másik nevén Long Bunruot (khmerül: ឡុង ប៊ុនរត្ន) hajdani Vörös Khmer politikus és főideológus. Általános megszólítása a Kettes számú testvér volt, utalva arra, hogy ő rendelkezett a második legnagyobb hatáskörrel Pol Pot után, aki a kambodzsai népirtásért felelős Demokratikus Kambodzsa vezetője volt 1975 és 1979 között. Nuon Cseát emberiség elleni bűncselekmények miatt életfogytiglani börtönbüntetésre ítélték. Halálakor Nuon Csea volt a legidősebb, még életben levő tagja a Vörös Khmernek.

## Fiatalkora
Lau Kim Lorn néven született. Édesapja, Lao Liv kereskedő és kukoricatermelő volt, míg édesanyja, Dosz Peanh szabó. 2003-ban egy japán kutatóval készített interjúban Nuon Csea azt nyilatkozta, hogy Liv kínai származású volt, míg felesége apja kínai, anyja khmer volt. 2011-ben, bírósági tárgyalásán viszont azt vallotta, hogy apja volt félig kínai, édesanyja pedig teljes mértékben khmer családból származott. A gyermek Nuon Cseát egyszerre nevelték kínai és khmer szokások szerint. A család egy théraváda templomban imádkozott, de kínai vallási eseményeket is látogatott a kínai holdújév és a Csingming fesztivál alatt. Nuon Csea hétéves korában kezdte el az iskolát, ahol három nyelven – thai, francia és khmer – tanult.
Az 1940-es években Nuon Csea a Thammasat Egyetemen tanult Bangkokban, és részidősként dolgozott a thaiföldi külügyminisztériumban. Politikai tevékenységét a Sziámi Kommunista Pártban kezdte, a thai fővárosban. Megválasztották a Kambodzsai Munkáspárt főtitkárhelyettesének 1960-ban. Ebből a pártból lett később a Kambodzsai Kommunista Párt. Későbbi Vörös Khmer-beli párttársaival ellentétben, Nuon Csea nem tanult Párizsban.
Mint a szovjet archívumok leírják, Nuon Csea nagy szerepet játszott Kambodzsa 1970-es észak-vietnámi inváziójának megtárgyalásában, amivel Lon Nol kormányának megbuktatására törekedtek: „1970 áprilisa-májusa környékén, sok észak-vietnámi lépett be Kambodzsába, egy segélykérés nyomán, amit nem Pol Pot adott ki, hanem helyettese, Nuon Csea. Nguyen Co Thach így emlékezett vissza: "Nuon Csea segítséget kért, és mi 10 nap alatt felszabadítottuk Kambodzsa öt tartományát.” 1970-ben valójában a vietnámi erők az ország negyedét uralták, és a kommunisták területe egyre csak nőtt, a felszabadított régiók pedig a Vörös Khmer kezébe kerültek. Ebben az időben a Pol Pot és az észak-vietnámi vezetők közti viszony különösen jó volt." Az észak-vietnámiak jobban bíztak Nuon Cseában mint Pol Potban vagy Ieng Saryban, holott Csea "következetesen és tudatosan becsapta a vietnámi feletteseket afelől, mik a Vörös Khmer valódi tervei." Eredményként, "Hanoi nem vállalt semmi olyan tevékenységet, ami a kommunista párton belüli hatalmi háttér átrendezésével járt volna, a saját előnyükre."

## Bíróság előtt
2011-ben emberiesség elleni bűncselekmény, azon belül az erőszakos kitelepítések miatt eljárás indult ellene. Khieu Szamphant és Nuon Cseát a rendkívüli törvényszék 2014. augusztus 7-én életfogytiglan börtönbüntetésre ítélte.
2014. július 30-án népirtás vádjával újabb per indult Khieu Szamphan volt államfő és Nuon Csea ellen. A bíróság a csam muzulmán kisebbség és a vietnámi lakosság tömeges mészárlásának, valamint a buddhista szerzetesek üldözésének ügyét vizsgálja. A becslések szerint a vörös khmer rezsim mintegy 20 ezer vietnámit és az akkor 700 ezres lélekszámú csam kisebbség 100-500 ezer tagját ölte meg. A per keretében vizsgálják a diktatúra évei alatt elkövetett nemi erőszakokat és kényszerházasságokat is. 2018 novemberében népirtásban is bűnösnek mondták ki.